# 선형 미분 방정식
수학에서 선형 미분 방정식(영어: Linear differential equation)은 미지의 함수와 그 도함수에 대해 선형인 미분방정식으로, 다음과 같은 형태로 쓸 수 있다.
{\displaystyle a_{0}(x)y+a_{1}(x)y'+a_{2}(x)y\cdots +a_{n}(x)y^{(n)}=b(x)}
여기서 a0(x), ..., an(x)와 b(x)는 선형일 필요가 없는 임의의 미분 가능 함수이고, y′, ..., y(n) 는 변수 x에 대한 미지의 함수 y의 연속적인 도함수이다.
이러한 방정식은 상미분 방정식 (ODE)이다. 선형 미분 방정식은 미지의 함수가 여러 변수에 의존하고 방정식에 나타나는 도함수가 편미분일 경우 선형 편미분 방정식이 될 수도 있다.

## 해의 유형
선형 미분 방정식 또는 관련된 동차 방정식이 상수 계수를 갖는 연립 일차 방정식은 '구적법으로 풀이'될 수 있는데, 이는 해가 적분으로 표현될 수 있음을 의미한다. 이는 비상수 계수를 갖는 1차 선형 방정식에도 적용된다. 비상수 계수를 갖는 2차 이상의 방정식은 일반적으로 구적법으로 풀 수 없다. 2차의 경우, 코바치 알고리즘은 적분 형태의 해가 있는지 여부를 결정하고, 있다면 이를 계산할 수 있게 해준다.
다항식 계수를 갖는 동차 선형 미분 방정식의 해는 홀로노믹 함수라고 불린다. 이 함수 클래스는 합, 곱, 미분, 적분에 대해 안정적이며, 지수 함수, 로그, 사인, 코사인, 역삼각 함수, 오차 함수, 베셀 함수, 초기하 함수와 같은 많은 일반적인 함수 및 특수 함수를 포함한다. 정의 미분 방정식과 초기 조건을 통한 표현은 미적분학의 대부분의 연산, 예를 들어 부정적분 계산, 극한, 점근적 전개, 그리고 인증된 오차 한계를 가진 모든 정밀도에서의 수치 평가를 알고리즘적으로 수행할 수 있게 한다.

## 기본 용어
(선형) 미분 방정식에 나타나는 가장 높은 미분 차수는 방정식의 차수이다. 미지의 함수와 그 도함수에 의존하지 않는 항 b(x)은 때때로 (대수 방정식에 비유하여) 방정식의 상수항이라고 불리며, 이 항이 상수가 아닌 함수인 경우에도 마찬가지이다. 상수항이 영 함수인 경우, 미분 방정식은 미지의 함수와 그 도함수에 대해 동차다항식이므로 동차라고 한다. 선형 미분 방정식에서 상수항을 영 함수로 대체하여 얻는 방정식은 관련된 동차 방정식이다. 미분 방정식은 관련된 동차 방정식에 상수 함수만 계수로 나타나는 경우 상수 계수를 갖는다고 한다.
미분 방정식의 해는 방정식을 만족하는 함수이다.
동차 선형 미분 방정식의 해는 벡터 공간을 형성한다. 일반적인 경우, 이 벡터 공간은 방정식의 차수와 동일한 유한 차원을 갖는다. 선형 미분 방정식의 모든 해는 특정 해에 관련된 동차 방정식의 해를 더하여 찾을 수 있다.

## 선형 미분 연산자
차수 i의 기본 미분 연산자는 임의의 미분 가능 함수를 그 i계 도함수로 매핑하거나, 여러 변수의 경우, 차수 i의 편미분 중 하나로 매핑한다. 이는 일반적으로 다음으로 표기된다.
{\displaystyle {\frac {d^{i}}{dx^{i}}}}
단변수 함수의 경우, 그리고
{\displaystyle {\frac {\partial ^{i_{1}+\cdots +i_{n}}}{\partial x_{1}^{i_{1}}\cdots \partial x_{n}^{i_{n}}}}}
n개 변수의 함수의 경우. 기본 미분 연산자는 항등 매핑인 0차 도함수를 포함한다.
선형 미분 연산자 (이 문서에서는 '선형 연산자' 또는 간단히 '연산자'로 약칭)는 미분 가능 함수를 계수로 하는 기본 미분 연산자들의 선형 결합이다. 단변수 함수의 경우, 선형 연산자는 다음과 같은 형태를 갖는다.
{\displaystyle a_{0}(x)+a_{1}(x){\frac {d}{dx}}+\cdots +a_{n}(x){\frac {d^{n}}{dx^{n}}},}
여기서 a0(x), ..., an(x)는 미분 가능 함수이고, 음수가 아닌 정수 n은 연산자의 차수이다 (만약 an(x)가 영 함수가 아닌 경우).
L이 선형 미분 연산자라고 하자. 함수 f에 L을 적용하는 것은 보통 Lf 또는 변수를 지정해야 할 경우 Lf(X)로 표기된다 (이는 곱셈과 혼동해서는 안 된다). 선형 미분 연산자는 합을 합으로, 스칼라와의 곱을 동일한 스칼라와의 곱으로 매핑하므로 선형 연산자이다.
두 선형 연산자의 합이 선형 연산자이고, 미분 가능 함수에 의한 선형 연산자의 (왼쪽) 곱 또한 선형 연산자이므로, 선형 미분 연산자들은 (고려되는 함수의 성격에 따라) 실수 또는 복소수에 대한 벡터 공간을 형성한다. 이들은 또한 미분 가능 함수의 환에 대한 자유 가군을 형성한다.
연산자 표기법은 미분 방정식을 간결하게 작성할 수 있게 해준다: 만약
{\displaystyle L=a_{0}(x)+a_{1}(x){\frac {d}{dx}}+\cdots +a_{n}(x){\frac {d^{n}}{dx^{n}}},}
가 선형 미분 연산자라면, 방정식
{\displaystyle a_{0}(x)y+a_{1}(x)y'+a_{2}(x)y''+\cdots +a_{n}(x)y^{(n)}=b(x)}
는 다음과 같이 다시 쓸 수 있다.
{\displaystyle Ly=b(x).}
이 표기법에는 몇 가지 변형이 있을 수 있다. 특히, 미분 변수가 y와 방정식의 우항에 명시적으로 나타나거나 나타나지 않을 수 있다 (예: Ly(x) = b(x) 또는 Ly = b).
선형 미분 연산자의 핵은 선형 매핑으로서의 영공간이며, 즉 (동차) 미분 방정식 Ly = 0의 해들의 벡터 공간이다.
n차 상미분 연산자의 경우, 카라테오도리 존재 정리는 매우 완만한 조건 하에서 L의 핵이 n차원의 벡터 공간이며, 방정식 Ly(x) = b(x)의 해는 다음 형태를 갖는다는 것을 의미한다.
{\displaystyle S_{0}(x)+c_{1}S_{1}(x)+\cdots +c_{n}S_{n}(x),}
여기서 c1, ..., cn은 임의의 수이다. 일반적으로, 카라테오도리 정리의 가설은 구간 I에서 함수 b, a0, ..., an가 I에서 연속이고, I의 모든 x에 대해 |an(x)| > k인 양의 실수 k가 존재할 때 만족된다.

## 상수 계수를 갖는 동차 방정식
동차 선형 미분 방정식은 다음과 같은 형태를 갖는 경우 상수 계수를 갖는다.
{\displaystyle a_{0}y+a_{1}y'+a_{2}y''+\cdots +a_{n}y^{(n)}=0}
여기서 a1, ..., an는 (실수 또는 복소수)이다. 다시 말해, 상수 계수를 갖는 선형 연산자로 정의되는 경우 상수 계수를 갖는다.
상수 계수를 갖는 이러한 미분 방정식의 연구는 레온하르트 오일러로 거슬러 올라가는데, 그는 f(0) = 1인 방정식 f′ = f의 유일한 해인 지수 함수 ex를 도입했다. 따라서 ecx 의 n계 도함수는 cnecx이며, 이는 동차 선형 미분 방정식을 비교적 쉽게 풀 수 있게 해준다.
다음과 같은 동차 선형 미분 방정식이 있다고 하자.
{\displaystyle a_{0}y+a_{1}y'+a_{2}y''+\cdots +a_{n}y^{(n)}=0}
상수 계수(즉, a0, ..., an는 실수 또는 복소수)를 갖는다.
이 방정식의 eαx 형태의 해를 찾는 것은 다음을 만족하는 상수 α를 찾는 것과 동등하다.
{\displaystyle a_{0}e^{\alpha x}+a_{1}\alpha e^{\alpha x}+a_{2}\alpha ^{2}e^{\alpha x}+\cdots +a_{n}\alpha ^{n}e^{\alpha x}=0.}
eαx (결코 0이 아님)를 인수분해하면 α가 미분 방정식의 특성 다항식의 근이어야 함을 알 수 있다.
{\displaystyle a_{0}+a_{1}t+a_{2}t^{2}+\cdots +a_{n}t^{n}}
이는 특성 방정식의 좌변이다.
{\displaystyle a_{0}+a_{1}t+a_{2}t^{2}+\cdots +a_{n}t^{n}=0.}
이러한 근들이 모두 서로 다를 때, 방정식의 계수가 실수라 할지라도 반드시 실수는 아닌 n개의 서로 다른 해를 얻는다. 이 해들은 이 해들의 x = 0, ..., n – 1에서의 값들의 반데르몽드 행렬식을 고려함으로써 선형 독립임을 보일 수 있다. 이 해들은 함께 미분 방정식의 해들의 기저를 형성한다(즉, 미분 연산자의 영공간).
특성 다항식이 단순근만 가질 경우, 위에서 제시된 방식은 해 벡터 공간의 완전한 기저를 제공한다. 중근을 가질 경우에는 기저를 형성하기 위해 더 많은 선형 독립 해가 필요하다. 이들은 다음과 같은 형태를 갖는다.
{\displaystyle x^{k}e^{\alpha x},}
여기서 k는 음이 아닌 정수이고, α는 특성 다항식의 중복도 m의 근이며, k < m이다. 이 함수들이 해임을 증명하기 위해, α가 중복도 m의 특성 다항식의 근이라면, 특성 다항식은 P(t)(t − α)m로 인수분해될 수 있다는 점을 주목할 수 있다. 따라서 방정식의 미분 연산자를 적용하는 것은 먼저 {\textstyle {\frac {d}{dx}}-\alpha }를 m번 적용한 다음, 특성 다항식이 P인 연산자를 적용하는 것과 같다. 지수 이동 정리에 의해,
{\displaystyle \left({\frac {d}{dx}}-\alpha \right)\left(x^{k}e^{\alpha x}\right)=kx^{k-1}e^{\alpha x},}
따라서 {\textstyle {\frac {d}{dx}}-\alpha }를 k + 1번 적용하면 0이 된다.
대수학의 기본 정리에 의해 다항식의 근의 중복도의 합은 다항식의 차수와 같으므로, 위 해들의 개수는 미분 방정식의 차수와 같고, 이 해들은 해 공간의 기저를 이룬다.
방정식의 계수가 실수인 일반적인 경우, 실수 값 함수로 구성된 해의 기저를 갖는 것이 일반적으로 더 편리하다. 이러한 기저는 a + ib가 특성 다항식의 근이라면, a – ib도 같은 중복도를 갖는 근임을 주목하여 이전 기저에서 얻을 수 있다. 따라서 실 기저는 오일러 공식을 사용하여 {\displaystyle x^{k}e^{(a+ib)x}}와 {\displaystyle x^{k}e^{(a-ib)x}}를 {\displaystyle x^{k}e^{ax}\cos(bx)}와 {\displaystyle x^{k}e^{ax}\sin(bx)}로 대체하여 얻는다.

### 2차 방정식의 경우
2차 동차 선형 미분 방정식은 다음과 같이 쓸 수 있다.
{\displaystyle y+ay'+by=0,}
그리고 특성 다항식은 다음과 같다.
{\displaystyle r^{2}+ar+b.}
만약 a와 b가 실수라면, 판별식 D = a2 − 4b에 따라 해는 세 가지 경우가 있다. 세 경우 모두 일반해는 두 개의 임의 상수 c1과 c2에 의존한다.
- 만약 D > 0이라면, 특성 다항식은 두 개의 서로 다른 실근 α와 β를 갖는다. 이 경우 일반해는 다음과 같다. {\displaystyle c_{1}e^{\alpha x}+c_{2}e^{\beta x}.}
- 만약 D = 0이라면, 특성 다항식은 중근 −a/2를 가지며, 일반해는 다음과 같다. {\displaystyle (c_{1}+c_{2}x)e^{-ax/2}.}
- 만약 D < 0이라면, 특성 다항식은 두 개의 켤레 복소수 근 α ± βi를 가지며, 일반해는 다음과 같다. {\displaystyle c_{1}e^{(\alpha +\beta i)x}+c_{2}e^{(\alpha -\beta i)x},} 오일러 공식을 사용하여 실수로 다시 쓰면 다음과 같다. {\displaystyle e^{\alpha x}(c_{1}\cos(\beta x)+c_{2}\sin(\beta x)).}

y(0) = d1과 y′(0) = d2를 만족하는 해 y(x)를 찾으려면, 위 일반해의 0에서의 값과 그 도함수 값을 각각 d1과 d2와 같다고 놓는다. 이는 미지수 c1과 c2에 대한 두 개의 선형 방정식으로 구성된 선형 시스템을 초래한다. 이 시스템을 풀면 소위 코시 문제에 대한 해를 얻는다. 이 문제에서는 DEQ의 해와 그 도함수의 0에서의 값이 지정된다.

## 상수 계수를 갖는 비동차 방정식
상수 계수를 갖는 n차 비동차 방정식은 다음과 같이 쓸 수 있다.
{\displaystyle y^{(n)}(x)+a_{1}y^{(n-1)}(x)+\cdots +a_{n-1}y'(x)+a_{n}y(x)=f(x),}
여기서 a1, ..., an은 실수 또는 복소수이고, f는 x의 주어진 함수이며, y는 미지의 함수이다 (간단히 하기 위해, 다음에서는 "(x)"를 생략한다).
이러한 방정식을 푸는 방법은 여러 가지가 있다. 가장 좋은 방법은 방정식을 비동차로 만드는 함수 f의 성질에 따라 달라진다. 만약 f가 지수 함수와 사인 함수들의 선형 결합이라면, 지수 반응 공식을 사용할 수 있다. 더 일반적으로, 만약 f가 xneax, xn cos(ax), 그리고 xn sin(ax) 형태의 함수들의 선형 결합이라면 (여기서 n은 음이 아닌 정수이고, a는 상수이다), 미정계수법을 사용할 수 있다. 더욱 일반적인 경우, f가 동차 선형 미분 방정식, 일반적으로 홀로노믹 함수를 만족할 때 소멸자 방법이 적용된다.
가장 일반적인 방법은 상수변화법이며, 여기서 설명한다.
관련된 동차 방정식의 일반해는 다음과 같다.
{\displaystyle y^{(n)}+a_{1}y^{(n-1)}+\cdots +a_{n-1}y'+a_{n}y=0}
는 다음과 같다.
{\displaystyle y=u_{1}y_{1}+\cdots +u_{n}y_{n},}
여기서 (y1, ..., yn)은 해 공간의 기저이고 u1, ..., un은 임의의 상수이다. 상수변화법은 다음과 같은 아이디어에서 이름을 따왔다. u1, ..., un을 상수로 간주하는 대신, y를 비동차 방정식의 해로 만들기 위해 결정되어야 하는 미지의 함수로 간주할 수 있다. 이를 위해 다음 제약 조건을 추가한다.
{\displaystyle {\begin{aligned}0&=u'_{1}y_{1}+u'_{2}y_{2}+\cdots +u'_{n}y_{n}\\0&=u'_{1}y'_{1}+u'_{2}y'_{2}+\cdots +u'_{n}y'_{n}\\&\;\;\vdots \\0&=u'_{1}y_{1}^{(n-2)}+u'_{2}y_{2}^{(n-2)}+\cdots +u'_{n}y_{n}^{(n-2)},\end{aligned}}}
이는 (곱 규칙과 수학적 귀납법에 의해) 다음을 의미한다.
{\displaystyle y^{(i)}=u_{1}y_{1}^{(i)}+\cdots +u_{n}y_{n}^{(i)}}
i = 1, ..., n – 1에 대해, 그리고
{\displaystyle y^{(n)}=u_{1}y_{1}^{(n)}+\cdots +u_{n}y_{n}^{(n)}+u'_{1}y_{1}^{(n-1)}+u'_{2}y_{2}^{(n-1)}+\cdots +u'_{n}y_{n}^{(n-1)}.}
원래 방정식에서 y와 그 도함수들을 이 표현식들로 대체하고, y1, ..., yn이 원래의 동차 방정식의 해라는 사실을 이용하면 다음과 같이 얻어진다.
{\displaystyle f=u'_{1}y_{1}^{(n-1)}+\cdots +u'_{n}y_{n}^{(n-1)}.}
이 방정식과 좌변이 0인 위 방정식들은 u′1, ..., u′n에 대한 n개의 선형 방정식을 형성하며, 이 방정식들의 계수는 알려진 함수들(f, yi 및 그 도함수들)이다. 이 시스템은 선형대수학의 어떤 방법으로든 풀 수 있다. 부정적분을 계산하면 u1, ..., un을 얻고, 그러면 y = u1y1 + ⋯ + unyn을 얻는다.
부정적분이 상수의 덧셈에 따라 정의되므로, 비동차 방정식의 일반해는 임의의 해와 관련된 동차 방정식의 일반해의 합임을 다시 확인할 수 있다.

## 변수 계수를 갖는 1차 방정식
y′(x)의 계수로 나누었을 때, 1차 선형 상미분 방정식의 일반적인 형태는 다음과 같다.
{\displaystyle y'(x)=f(x)y(x)+g(x).}
만약 방정식이 동차, 즉 g(x) = 0이라면, 다음과 같이 재작성하고 적분할 수 있다.
{\displaystyle {\frac {y'}{y}}=f,\qquad \log y=k+F,}
여기서 k는 임의의 적분상수이고 {\displaystyle F=\textstyle \int f\,dx}는 f의 임의의 부정적분이다. 따라서 동차 방정식의 일반해는 다음과 같다.
{\displaystyle y=ce^{F},}
여기서 c = ek는 임의의 상수이다.
일반적인 비동차 방정식의 경우, 방정식 양변에 동차 방정식 해의 곱셈 역원 e−F을 곱하는 것이 유용하다. 이는 다음을 제공한다.
{\displaystyle y'e^{-F}-yfe^{-F}=ge^{-F}.}
{\displaystyle -fe^{-F}={\tfrac {d}{dx}}\left(e^{-F}\right),}이므로 곱 규칙을 이용하여 방정식을 다음과 같이 다시 쓸 수 있다.
{\displaystyle {\frac {d}{dx}}\left(ye^{-F}\right)=ge^{-F}.}
따라서 일반해는 다음과 같다.
{\displaystyle y=ce^{F}+e^{F}\int ge^{-F}dx,}
여기서 c는 적분 상수이고, F는 f의 임의의 부정적분이다 (부정적분을 바꾸는 것은 적분 상수를 바꾸는 것과 같다).

### 예제
방정식 풀기
{\displaystyle y'(x)+{\frac {y(x)}{x}}=3x.}
관련된 동차 방정식 {\displaystyle y'(x)+{\frac {y(x)}{x}}=0}은 다음을 제공한다.
{\displaystyle {\frac {y'}{y}}=-{\frac {1}{x}},}
즉,
{\displaystyle y={\frac {c}{x}}.}
원래 방정식을 이 해들 중 하나로 나누면 다음과 같다.
{\displaystyle xy'+y=3x^{2}.}
즉,
{\displaystyle (xy)'=3x^{2},}
{\displaystyle xy=x^{3}+c,}
그리고
{\displaystyle y(x)=x^{2}+c/x.}
초기 조건
{\displaystyle y(1)=\alpha ,}
에 대해, 특정 해는 다음과 같다.
{\displaystyle y(x)=x^{2}+{\frac {\alpha -1}{x}}.}

## 선형 미분 방정식계
선형 미분 방정식계는 여러 미지의 함수를 포함하는 여러 선형 미분 방정식으로 구성된다. 일반적으로 미지의 함수 개수가 방정식 개수와 같은 시스템으로 연구가 제한된다.
임의의 선형 상미분 방정식과 그러한 방정식계는 가장 높은 차수 도함수를 제외한 모든 변수에 대해 변수를 추가함으로써 1차 선형 미분 방정식계로 변환될 수 있다. 즉, 방정식에 {\displaystyle y',y,\ldots ,y^{(k)}}가 나타나면, 이들을 새로운 미지의 함수 {\displaystyle y_{1},\ldots ,y_{k}}로 대체할 수 있으며, 이들은 {\displaystyle y'=y_{1}}와 i = 1, ..., k – 1에 대해 구문 분석 실패 (구문 오류): {\displaystyle y_i'=y_{i+1}
} 방정식을 만족해야 한다.
n개의 미지 함수와 n개의 미분 방정식을 갖는 1차 선형 시스템은 일반적으로 미지 함수의 도함수에 대해 풀 수 있다. 그렇지 않은 경우 이는 미분대수방정식이며, 이는 다른 이론이다. 따라서 여기서 고려하는 시스템은 다음 형태를 갖는다.
{\displaystyle {\begin{aligned}y_{1}'(x)&=b_{1}(x)+a_{1,1}(x)y_{1}+\cdots +a_{1,n}(x)y_{n}\\[1ex]&\;\;\vdots \\[1ex]y_{n}'(x)&=b_{n}(x)+a_{n,1}(x)y_{1}+\cdots +a_{n,n}(x)y_{n},\end{aligned}}}
여기서 {\displaystyle b_{n}}과 {\displaystyle a_{i,j}}는 x의 함수이다. 행렬 표기법으로 이 시스템은 ( "(x)"를 생략하고) 다음과 같이 쓸 수 있다.
{\displaystyle \mathbf {y} '=A\mathbf {y} +\mathbf {b} .}
풀이 방법은 단일 1차 선형 미분 방정식의 그것과 유사하지만, 행렬 곱셈의 비가환성으로 인한 복잡성이 추가된다.
다음과 같다고 하자.
{\displaystyle \mathbf {u} '=A\mathbf {u} .}
는 위 행렬 방정식과 관련된 동차 방정식이다.
그 해는 차원 n의 벡터 공간을 형성하며, 따라서 행렬식이 영 함수가 아닌 함수들의 정방 행렬 {\displaystyle U(x)}의 열이다. 만약 n = 1이거나, A가 상수 행렬이거나, 더 일반적으로 A가 그 부정적분 {\displaystyle \textstyle B=\int Adx}와 교환 가능하다면, U는 B의 지수와 같게 선택할 수 있다. 사실, 이러한 경우에 다음과 같다.
{\displaystyle {\frac {d}{dx}}\exp(B)=A\exp(B).}
일반적인 경우에는 동차 방정식에 대한 닫힌 형식의 해가 없으므로 수치해석 방법이나 마그누스 전개와 같은 근사 방법을 사용해야 한다.
행렬 U를 알고 있을 때, 비동차 방정식의 일반해는 다음과 같다.
{\displaystyle \mathbf {y} (x)=U(x)\mathbf {y_{0}} +U(x)\int U^{-1}(x)\mathbf {b} (x)\,dx,}
여기서 열 행렬 {\displaystyle \mathbf {y_{0}} }는 임의의 적분상수이다.
초기 조건이 다음과 같이 주어지면
{\displaystyle \mathbf {y} (x_{0})=\mathbf {y} _{0},}
이 초기 조건을 만족하는 해는 다음과 같다.
{\displaystyle \mathbf {y} (x)=U(x)U^{-1}(x_{0})\mathbf {y_{0}} +U(x)\int _{x_{0}}^{x}U^{-1}(t)\mathbf {b} (t)\,dt.}

## 변수 계수를 갖는 고차 방정식
변수 계수를 갖는 1차 선형 상미분 방정식은 구적법으로 풀 수 있는데, 이는 해가 적분으로 표현될 수 있음을 의미한다. 2차 이상에서는 그렇지 않다. 이는 피카르-베시오 이론의 주요 결과이며, 이 이론은 에밀 피카르와 어니스트 베시오가 시작했고, 최근의 발전은 미분 갈루아 이론이라고 불린다.
구적법으로 풀 수 없는 것은 아벨-루피니 정리와 비교될 수 있는데, 이 정리는 5차 이상의 대수 방정식은 일반적으로 근호로 풀 수 없다고 명시한다. 이 유비는 증명 방법에도 확장되며 미분 갈루아 이론이라는 명칭의 동기가 된다.
대수적 경우와 유사하게, 이 이론은 어떤 방정식이 구적법으로 풀 수 있는지 결정하고, 가능하다면 이를 풀 수 있게 해준다. 그러나 두 이론 모두에서 필요한 계산은 가장 강력한 컴퓨터로도 극히 어렵다.
그럼에도 불구하고, 유리 계수를 갖는 2차의 경우는 코바치 알고리즘에 의해 완전히 해결되었다.

### 코시-오일러 방정식
코시-오일러 방정식은 변수 계수를 갖는 임의의 차수 방정식의 예시로, 명시적으로 풀 수 있다. 이 방정식들은 다음과 같은 형태이다.
{\displaystyle x^{n}y^{(n)}(x)+a_{n-1}x^{n-1}y^{(n-1)}(x)+\cdots +a_{0}y(x)=0,}
여기서 {\displaystyle a_{0},\ldots ,a_{n-1}}는 상수 계수이다.

## 홀로노믹 함수
홀로노믹 함수는 D-유한 함수라고도 불리며, 다항식 계수를 갖는 동차 선형 미분 방정식의 해인 함수이다.
수학에서 일반적으로 고려되는 대부분의 함수는 홀로노믹 함수이거나 홀로노믹 함수의 몫이다. 사실, 홀로노믹 함수에는 다항식, 대수함수, 로그, 지수 함수, 사인, 코사인, 쌍곡선 사인, 쌍곡선 코사인, 역삼각 함수 및 역쌍곡선 함수, 그리고 베셀 함수 및 초기하 함수와 같은 많은 특수 함수가 포함된다.
홀로노믹 함수는 여러 폐쇄성을 가지며, 특히 홀로노믹 함수의 합, 곱, 미분 및 적분은 홀로노믹이다. 더욱이, 이러한 폐쇄성은 유효하다는 의미에서 입력 홀로노믹 함수의 미분 방정식을 알면 이러한 연산 결과의 미분 방정식을 계산하는 알고리즘이 존재한다.
홀로노믹 함수 개념의 유용성은 Zeilberger의 정리에서 비롯된다.
홀로노믹 수열은 다항식 계수를 갖는 점화식에 의해 생성될 수 있는 수열이다. 홀로노믹 함수의 한 점에서의 테일러 급수의 계수는 홀로노믹 수열을 형성한다. 반대로, 멱급수의 계수 수열이 홀로노믹이면, 그 급수는 홀로노믹 함수를 정의한다 (수렴반경이 0이더라도). 두 변환 모두에 대한 효율적인 알고리즘이 존재하며, 즉 미분 방정식에서 점화식을 계산하고 그 반대도 가능하다.
따라서 (컴퓨터에서) 홀로노믹 함수를 정의 미분 방정식과 초기 조건으로 나타내면, 미적분학의 대부분의 연산, 예를 들어 미분, 부정 및 정적분, 테일러 급수의 빠른 계산(계수에 대한 점화식 덕분), 오차의 인증된 경계를 갖는 고정밀도 평가, 극한, 특이점 위치 파악, 무한대 및 특이점 근처에서의 점근적 행동, 항등식 증명 등을 이러한 함수에 대해 자동적으로 수행할 수 있다.

## 같이 보기
- 연속 상환 대출
- 푸리에 변환
- 라플라스 변환
- 선형 차분 방정식
- 매개변수변환법